# K Bye for Now (SWT Live)
《K Bye for Now (SWT Live)》（以全小写字母表示）是美国歌手爱莉安娜·格兰德的首张现场专辑。此专辑于2019年12月23日发行，收录了爱莉在2019年Sweetener世界巡回演唱会的歌单曲目，其中包含了特邀大肖恩、唐納·葛洛佛、妮琪·米娜和捷德的曲目。此专辑是由爱莉和音乐人Natural制作。此专辑登上了《公告牌》二百强专辑榜的第79位。此专辑为世界唱片行日而推出的CD与黑胶版本于2021年6月12日发行。

## 背景
爱莉从2019年3月开启Sweetener世界巡回演唱会，以配合她18年的专辑《甜到翻》和19年的专辑《謝謝，下一位》。
2019年10月17日，爱莉对笔记本电脑拍了一张处理人声音频的照片，发到推特并附上文字：“在这次飞行中，我将开始挑选我最喜欢的即兴发挥/演唱时刻......以备你哪一天想要一张现场专辑。2019年11月，爱莉继续为此专辑预热，在Instagram上分享了更多以她在不同城市演出命名的音频文件的照片。2019年12月1日，爱莉公布了专辑制作的最新消息。
2019年12月10日，爱莉回应了粉丝的询问，会在年底推出一张现场专辑。并在2019年12月11日，此专辑以暂定的标题《SWT Live》预上架Spotify ，并且爱莉在Instagram上公布了曲目列表。2019年12月22日，爱莉在推特上透露，此专辑将被命名为《K Bye for Now》，并且将于Sweetener世界巡回演唱会在加利福尼亚州英格尔伍德的最后一场演出后发行。

## 乐评反响
| 評論得分      | 評論得分 |
| 來源          | 評分     |
| ------------- | -------- |
| 《Pitchfork》 | 7.4/10   |

《Pitchfork》的撰稿人丹妮·布鲁姆给此专辑评分7.4 分（满分 10 分），“这张专辑吸收了在她几乎是事业巅峰的9个月、102场的巡回演出，既是一粒浓缩胶囊，也是一部顶点之作。”

## 商业表现
《K Bye for Now (SWT Live)》空降了《公告牌》二百强专辑榜的第97位。截至2020年6月，此专辑在美国已售出4000份。此专辑已上架流媒体和数字下载平台。在CD和黑胶版本发行时，此专辑在2021年6月再次登上《公告牌》二百强专辑榜，取得第79位。

## 曲目列表
所有曲目都注明为“live”，并由爱莉和Natural制作。
| 曲序     | 曲目                                           | 词曲 | 时长  |
| -------- | ---------------------------------------------- | --- | ----- |
| 1.       | Raindrops (An Angel Cried)                     | 鮑伯·高迪歐 | 0:43  |
| 2.       | God Is a Woman                                 | 爱莉安娜·格兰德 伊利亚·萨尔曼扎德  马克斯·马丁 沙凡·科提查 里卡德·戈兰森                                                                                                | 3:33  |
| 3.       | Bad Idea                                       | 爱莉 伊利亚 马克斯 沙凡 彼得·斯文森 | 3:32  |
| 4.       | Break Up with Your Girlfriend, I'm Bored       | 爱莉 伊利亚 马克斯 沙凡 坎迪·伯鲁斯  凯文·布里格斯 | 3:43  |
| 5.       | R.E.M                                          | 爱莉 法瑞尔·威廉姆斯 | 2:57  |
| 6.       | Be Alright                                     | 爱莉 汤米·布朗 （ 英语 ： Tommy Brown (record producer)） 维多利亚·麦坎茨 （ 英语 ： Victoria Monét） 哈立德·罗海姆 刘易斯·休斯 尼古拉斯·奥迪诺 威利·塔法                                                                       | 2:54  |
| 7.       | Sweetener                                      | 爱莉 法瑞尔 | 2:54  |
| 8.       | Successful                                     | 爱莉 法瑞尔 | 2:05  |
| 9.       | Side to Side（特邀妮琪·米娜）                  | 爱莉 伊利亚 马克斯 沙凡 奧妮卡·玛拉奇 亚历山大·克伦隆德  奥夫林·罗素 汤姆·贝尔  威廉·哈特 温斯顿·莱利                                         | 4:20  |
| 10.      | 7 Rings                                        | 爱莉 托马斯 维多利亚 泰拉·帕克斯  查尔斯·安德森 （ 英语 ： Social House） 迈克尔·福斯特 （ 英语 ： Social House） 金伯利·克里修克 钮姆扎·维蒂亚 （ 英语 ： Njomza） 奧斯卡·漢默斯坦二世 理察·羅傑斯   | 3:46  |
| 11.      | Love Me Harder                                 | 马克斯 沙凡 彼得 阿贝尔·特斯法耶 艾哈迈德·巴尔什 （ 英语 ： Belly (rapper)） 阿里·帕亚米                                                                                              | 1:23  |
| 12.      | Breathin                                       | 爱莉 沙凡 彼得 伊利亚 | 3:28  |
| 13.      | Needy                                          | 爱莉 托马斯 维多利亚 泰拉 | 2:54  |
| 14.      | Fake Smile                                     | 爱莉 安德鲁·万塞尔  约瑟夫·弗里森 贾斯汀·特兰特  肯尼迪·莱肯 玛丽·卢·弗里森 （ 英语 ： Wendy Rene） 内森·佩雷斯 内森·佩雷斯                             | 3:25  |
| 15.      | Make Up                                        | 爱莉 托马斯 维多利亚 泰拉 布莱恩·巴普蒂斯特 | 2:18  |
| 16.      | Right There（特邀大肖恩）                      | 爱莉 阿尔·谢罗德·兰伯特  卡门·里斯  哈莫妮·萨缪尔  约瑟夫·贝雷尔 （ 英语 ： Lonny Bereal） 詹姆斯“J-Doe”史密斯 杰夫·罗伯  肖恩·安德森        | 1:39  |
| 17.      | You'll Never Know                              | 安东尼·奥迪克森 肯尼斯·埃德蒙兹 克利斯朵夫·瑞迪克-泰恩斯 （ 英语 ： The Rascals (producers)） 莱昂·托马斯三世                                                                                  | 1:21  |
| 18.      | Break Your Heart Right Back（特邀唐納·葛洛佛） | 安德鲁 伯纳德·爱德华兹 克里斯托弗·华莱士 唐納·葛洛佛 科比·多克里 梅森·贝特纳 （ 英语 ： Mase） 尼罗·罗杰斯  肖恩·库姆斯 史蒂芬·乔丹 （ 英语 ： Stevie J） 沃伦·菲尔德 （ 英语 ： Oak Felder） | 2:14  |
| 19.      | NASA                                           | 爱莉 托马斯 维多利亚 泰拉 查尔斯 | 3:05  |
| 20.      | Tattooed Heart                                 | 爱莉 安东尼 肯尼斯 克利斯朵夫 莱昂 马特·斯奎尔  肖恩·福尔曼 （ 英语 ： Sean Foreman）                                                                                               | 3:23  |
| 21.      | Only 1                                         | 爱莉 托马斯 维多利亚 特拉维斯·塞尔斯 丹尼斯·詹金斯 | 2:42  |
| 22.      | Goodnight n Go                                 | 爱莉 托马斯 维多利亚 查尔斯 迈克尔 伊莫珍·希普 | 3:08  |
| 23.      | Get Well Soon                                  | 爱莉 法瑞尔 | 3:27  |
| 24.      | In My Head（插曲）                             | 爱莉 安德鲁 内森 布列塔尼·科尼 丹尼西亚·安德鲁斯 林德尔·迪恩·纳尔逊 杰米尔·罗伯茨 | 2:30  |
| 25.      | Everytime                                      | 爱莉 伊利亚 马克斯 沙凡 | 2:11  |
| 26.      | The Light Is Coming（特邀妮琪·米娜）           | 爱莉 法瑞尔 奧妮卡 | 2:10  |
| 27.      | Into You                                       | 爱莉 伊利亚 马克斯 沙凡 亚历山大 | 2:59  |
| 28.      | My Heart Belongs to Daddy（插曲）              | 科尔·波特 | 1:47  |
| 29.      | Dangerous Woman                                | 马克斯 约翰·卡尔斯森  罗斯.戈兰 | 3:53  |
| 30.      | Break Free                                     | 马克斯 沙凡 安东·扎斯拉夫斯基 | 2:31  |
| 31.      | No Tears Left to Cry                           | 爱莉 伊利亚 马克斯 沙凡 | 3:53  |
| 32.      | Thank U, Next                                  | 爱莉 托马斯 维多利亚 泰拉 查尔斯 迈克尔 金伯利 钮姆扎 | 6:29  |
| 总时长： | 总时长：                                       | 总时长： | 93:17 |

注释
- 所有曲目的标题都以小写字母表示
- 现场版的〈Thank U, Next〉节录了印蒂雅·艾瑞的歌曲〈Video（英语：Video (song)）〉

## 贡献名单

### 制作
- 爱莉安娜·格兰德 – 主唱，作词，作曲，制作（所有），人声制作（所有），人声编曲（曲2、3、4、7、8、10、12、13、19、23、25、37、32），混音，工程
- Natural – 制作（所有），音乐总监，混音，工程
- 藍迪·麥瑞爾 – 母带工程
- 汤米・布朗 – 作曲
- 弗兰克斯先生 – 作曲
- 马克思・马丁 – 作曲
- 维多利亚·莫奈 – 作曲
- Savan 沙凡 – 作曲
- 莉亞·薩拉曼扎達 – 作曲
- Pop·万瑟尔 – 作曲
- 马利克·巴蒂斯特 – 作曲
- 娃娃臉 – 作曲
- The Rascals – 作曲
- 菲瑞·威廉斯 – 作曲
- 科尔·波特 – 作曲
- 查尔斯·安德森 – 作曲
- 尼古拉斯·奥迪诺 – 作曲
- 安东·扎斯拉夫斯克利 – 作曲

### 演奏
- 爱莉安娜·格兰德 – 主唱
- 亚伦·斯皮尔斯 – 鼓
- 埃里克・英格拉姆 – 贝斯
- 奈尔森・杰克逊 – 键盘

## 排行榜
| 排行榜（2019年至2021年）          | 最高 排名 |
| --------------------------------- | --------- |
| 澳大利亚專輯榜（ARIA）            | 89        |
| 荷蘭（MegaCharts專輯榜）          | 57        |
| 法國（SNEP專輯榜）                | 109       |
| 葡萄牙（AFP專輯榜）               | 12        |
| 蘇格蘭（OCC專輯榜）               | 41        |
| 瑞士（Schweizer Hitparade專輯榜） | 93        |
| 美国（《告示牌》200）             | 79        |

## 发行历史
| 地区 | 日期           | 格式            | 唱片公司 | 参考   |
| ---- | -------------- | --------------- | -------- | ------ |
| 世界 | 2019年12月23日 | 數位下載 流媒体 | 聯眾     | [ 18 ] |
| 美国 | 2021年6月12日  | CD LP           | 聯眾     | [ 1 ]  |
| 日本 | 2021年7月14日  | CD              | 环球     | [ 19 ] |